# Ханс Дейкстал
Хенри Франс (Ханс) Дейкстал (на нидерландски: Henri Frans „Hans“ Dijkstal) е нидерландски политик от Народната партия за свобода и демокрация.
Биография
Той е роден на 28 февруари 1943 година в Порт Саид, Египет. От 1994 до 1998 година е вицепремиер и вътрешен министър в първото правителство на Вим Кок, а след това оглавява Народната партия за свобода и демокрация. След нейното тежко поражение на изборите през 2002 година се оттегля от политическия живот.
Ханс Дейкстал умира на 9 май 2010 година във Васенар.